# 強学会
強学会（きょうがくかい）は、中国清朝末期の1895年11月から翌1896年1月にかけて存在した政治団体。変法自強運動の発端になった。

## 概要
清が日清戦争に惨敗すると、朝廷内外の一部の知識人がその失敗を教訓に富国強兵の道を探るようになった。1895年8月17日、康有為と陳熾が北京の安徽会館内に『万国公報』を創刊し、海外の新聞の紹介や時事評論を行った。しかし上海のキリスト教団体広学会が同名の刊行物を発行していたため、後に『中外記聞』と改められた。また康有為らは翰林院侍読学士文廷式に支援を要請し、河南会館と安徽会館で定期的に集会を催し、講演と討論会を行った。
11月に正式に強学会が発足し、強学書局、訳書局とも称した。陳熾がマネージャー、梁啓超が書記となり、多くの会員を集めた。袁世凱は銀を支払って入会し、李鴻藻・翁同龢も支持した。李鴻章も銀2千両を支払って入会を申し出たが、下関条約を調印した人物であるため、入会は断られた。他にイギリス人宣教師ティモシー・リチャードも入会した。
北京強学会が成立した後、康有為は南京に赴き、両江総督張之洞に対して支持を求めた。そして上海強学会が成立し、康有為・張謇・陳三立・黄遵憲、張之洞の幕僚の黄体芳・黄紹箕・黄紹第・梁鼎芬・汪康年らが参加した。1896年1月12日、『強学報』を創刊し、議会を開くことを主張し、変法を提唱した。
1896年1月20日、御史楊崇伊が「私党を組織している」と西太后に上奏し、西太后は光緒帝の名で北京強学会に政治を論議することを厳禁し、直隷官書局と改称させ、各国の書籍の翻訳に専念させた。北京強学会が解散させられると、張之洞も上海強学会への資金援助を停止し、上海強学会も自動的に解散した。